# Deuce 'n Domino
Deuce 'n Domino was een professioneel worsteltag-team dat actief was in de World Wrestling Entertainment op WWE SmackDown!.

## In worstelen
- Aanval en kenmerkende bewegingen
  - Crack 'em in da Mouth
  - Simultaneous cutter (Deuce) / diving double axe handle (Domino) combinatie
  - West Side Stomp (Bearhug van Domino gevolgd door een jumping heel kick enzuigiri van Deuce)

- Managers
  - Cherry
  - Maryse

## Kampioenschappen en prestaties
- Deep South Wrestling
  - DSW Tag Team Championship (1 keer)

- Ohio Valley Wrestling
  - OVW Southern Tag Team Championship (3 keer)

- World Wrestling Entertainment
  - WWE Tag Team Championship (1 keer)